# Talpity
Talpity (Tolpity) – wieś w Polsce położona w województwie warmińsko-mazurskim, w powiecie elbląskim, w gminie Pasłęk.
Miejscowość wchodzi w skład sołectwa Rydzówka.
Według TERYT wieś występuje pod nazwą Talpity, lokalnie używana jest nazwa Tolpity.
W latach 1975–1998 miejscowość administracyjnie należała do województwa elbląskiego.